# Оползень в Папуа — Новой Гвинее (2024)
24 мая 2024 года в Мулитаке, провинция Энга (Папуа — Новая Гвинея) произошел оползень. По предварительным данным, погибли около 2000 человек. Предполагается, что количество жертв значительно вырастет.

## Предпосылки и причины катастрофы
Катастрофические оползни — нередкое явление в Папуа — Новой Гвинее: причины — гористая местность, погодные условия, климат, а также высокий уровень нищеты и неэффективность местного управления. В 2024 году страна пережила сильные дожди и наводнения. Один из оползней в апреле унес жизни 14 человек, жертвой другого, произошедшего месяцем ранее, стал как минимум 21 человек.
18 мая в 105 км к западу от места оползня произошло землетрясение магнитудой 4,5, эпицентр которого находился на глубине 126,2 км. Предполагается, что оно может быть причиной оползня. По версии, выдвинутой Красным крестом, причиной могли стать сильные дожди или добыча золота.

## Ход событий
Оползень начался около 03:00 по местному времени 24 мая (17:00 UTC 23 мая). Большое количество грунта сошло с известняковых склонов горы Мунгало. Было уничтожено шесть деревень в сельской зоне Майп Муритака. Разрушены, вероятно, сотни домов; несколько тысяч человек остается под завалами. Оползень перекрыл шоссе недалеко от золотого рудника Поргера и уничтожил 150 метров главного шоссе, ведущего в Каокалам.. Было перекрыто и шоссе, соединяющее регион со столицей страны Порт-Морсби. Около 3000 человек пропало без вести в деревне Ямбали, еще 2000 были погребены в Тулипане. Под оползнем оказались погребены сады и сельские хозяйства, обеспечивавшие регион пищей. Считается, что под оползнем оказалось более 5000 свиней, 100 магазинов, два медицинских заведения. Около 250 домов признаны негодными для проживания из-за опасения повторных оползней: в результате без крова осталось примерно 1250 человек.

## Последствия
Точное количество пропавших без вести и жертв до сих пор неизвестно. Итоговый счет жертв может исчисляться тысячами. По оценкам международных гуманитарных организаций, приблизительно 4000 человек требуется гуманитарная помощь. В это число входят и лица, пострадавшие в результате межплеменных столкновений, произошедших в стране в феврале 2024 года.
По состоянию на 26 мая было извлечено только пять целых тел и нога. Ход спасательных работ затруднён из-за труднопроходимого рельефа, в том числе поваленных деревьев, по словам ABC News, в Каокалам в настоящее время возможен доступ только с вертолётов.